# 仙台女児連続暴行事件
仙台女児連続暴行事件（せんだいじょじれんぞくぼうこうじけん）とは、2000年に発覚した宮城県仙台市の女児への連続暴行事件。

## 概要
2000年の宮城県仙台市内各区では女児強姦事件が多発しており、被害届が出ているものだけでも60件以上に及んでいた。
警察は同一犯の犯行と見て厳重な警戒態勢を敷く。2000年8月8日、1～2週間前から発生していた女児暴行事件のアパート付近で張り込みをしていると、アパート入り口で目撃証言と一致する不審な男が何かを物色していた。警察官は男に職務質問をすると、男はアパートに住む友人と会う約束であると主張。しかし、男は訪問先の友人の部屋番号や名前を言わず、更に自分の名を名乗ろうとしなかった。男はアパート近くのコンビニエンスストアに駆け込み、警察からの任意同行を求められた際には弁護士に連絡したいなどの抵抗を見せた。警察官はその場で男を強制わいせつ容疑で緊急逮捕した。後にそのやりとりの一部始終がテレビ番組で放送されている。その後、この男（第1審判決時26歳）への家宅捜索で45人の女児への犯行をビデオに撮影していたことも発覚した。この男が襲った女児は約100人以上と推測された。男は女児暴行の容疑を認めた。男が初めて犯行に及んだのは1997年頃で「小学校高学年くらいのきれいな顔立ちをした女の子を人に見つかりにくい場所に連れて行き、服の上から胸を触ったのを覚えている」とされる。その後、男は「4日に1回程度の割合で好みの女の子を捜しにいってはセックスを試みようとするようになった」とされる。
男の犯行は、8ミリビデオカメラやデジタルビデオカメラを携えたり、性交がしやすくなるようにローションを準備したりするなど、計画性があった。そして、起訴された11の犯行のうち、10の犯行で犯行の様子を撮影したビデオテープが発見され、男の住居から発見されたビデオテープの中には、起訴された被害女児以外の多数の幼女に対するわいせつ行為が撮影されていた。また、犯行現場を被害女児の姉が目撃するなどの例もあった。そして犯行後には、被害女児に対して「言ったら殺しに行く」といって口止めをし、被害女児の中には両親にさえも被害を打ち明けずにいた者もいた。

## 裁判
男に対する起訴内容は、1999年3月10日から2000年8月1日にかけ、仙台市内の3歳から10歳の女児11人に対し強姦をしようとしたとして、4件の強姦未遂、5件の強制わいせつ、2件の強姦致傷事件である。強姦未遂といっても、男が結果的に姦淫できずに口淫させるなどしている。検察は、起訴された11件以外にも、男が3年間で約100人の女児に乱暴し、うち45人を犯行時にビデオ撮影していたことなどを指摘した。
男は、2000年10月12日の第1回公判では公訴事実につき「間違いないと思います」と述べていたが、同年11月9日の第2回公判では一転して車椅子で入廷してから閉廷するまでの間、首をうなだれたまま、黙して何も語らず、公訴事実についても何も陳述しなかった。そして弁護側は、男が犯行時、精神分裂病の症状により心神耗弱下の状態にあったものであり、刑の減軽が図られるべきである旨主張した。
2002年3月4日、検察側は論告で「わが国の性犯罪史上、類がない卑劣な犯行。最高刑をもって臨むしかない」として男に無期懲役を求刑した。
2002年3月27日、仙台地裁（前田巌裁判長）で判決公判が開かれ「性的興奮を満たすため、何のためらいもなく幼女を襲った自己中心的で悪質極まりない犯行。反省も見られない」として男に求刑通り無期懲役の判決を言い渡した。被告側は判決を不服として4月3日までに仙台高裁へ控訴した。
2003年2月6日、仙台高裁（松浦繁裁判長）は「卑劣で冷血な人間性を欠く犯罪で、責任を免れるような態度を取っている」として一審の無期懲役判決を支持、被告側の控訴を棄却した。被告側は判決を不服として2月20日までに最高裁へ上告した。
2004年5月10日、最高裁第一小法廷（横尾和子裁判長）は被告側の上告を棄却したため、男の無期懲役判決が確定した。死亡者がいない性犯罪で前科がない人間が無期懲役となるのは極めて異例。